# Stainztal
Stainztal est une ancienne commune autrichienne du district de Deutschlandsberg en Styrie.